# Walther Graetsch
Walther Graetsch (* 17. April 1953 in Sandhorst/Aurich) ist ein deutscher Politiker (FDP).

## Leben
Graetsch besuchte die Schule in Aurich und  machte 1971 sein Abitur. In Berlin, Bremen und Münster absolvierte er sein Studium der Germanistik, Politologie, Soziologie sowie Kultur- und Medienwissenschaften. Im Jahr 1977 machte er sein Staatsexamen für das Gymnasiallehramt. Er begann eine Tätigkeit als Konzertveranstalter und wurde zwischen 1979 und 1984 Kulturreferent der Ostfriesischen Landschaft in Aurich. Im Jahr 1983 machte er sich mit zwei Einzelhandelsfachgeschäften selbständig.

## Partei
Graetsch ist seit 1978 Mitglied der FDP. Er war Vorsitzender des Bezirksverbandes Ems-Jade sowie Mitglied des FDP-Landesvorstandes Niedersachsen. Ferner ist er Mitglied des Vorstandes der Rudolf-von-Bennigsen-Stiftung.

## Öffentliche Ämter
Graetsch wurde zum Mitglied des Niedersächsischen Landtages der  zehnten und elften Wahlperiode vom 18. Januar 1984 bis 20. Juni 1990. Er war zwischen dem 22. Juni 1986 bis zum 20. Juni 1990 stellvertretender Vorsitzender der FDP-Landtagsfraktion.

## Quelle
- Barbara Simon: Abgeordnete in Niedersachsen 1946–1994. Biographisches Handbuch. Hrsg. vom Präsidenten des Niedersächsischen Landtages. Niedersächsischer Landtag, Hannover 1996, S. 125.

| Personendaten    | Personendaten                      |
| ---------------- | ---------------------------------- |
| NAME             | Graetsch, Walther                  |
| KURZBESCHREIBUNG | deutscher Politiker der (FDP), MdL |
| GEBURTSDATUM     | 17. April 1953                     |
| GEBURTSORT       | Sandhorst                          |